# 伽利略大厦
伽利略大厦（Gallileo）是德国黑森州法兰克福的两座摩天大楼，北楼高38层，136米，南楼高114米，建筑面积49,000平方米。伽利略大厦位于火车站区（Bahnhofsviertel），建于1999-2003年。
伽利略大厦与附近的银塔，为德累斯顿银行的公司总部。2009年，德国商业银行收购德累斯顿银行，将银塔出租，但继续使用伽利略大厦。
大厦的底楼设有商店，酒吧和法兰克福英语剧院。